# Canto de los sirgadores del Volga

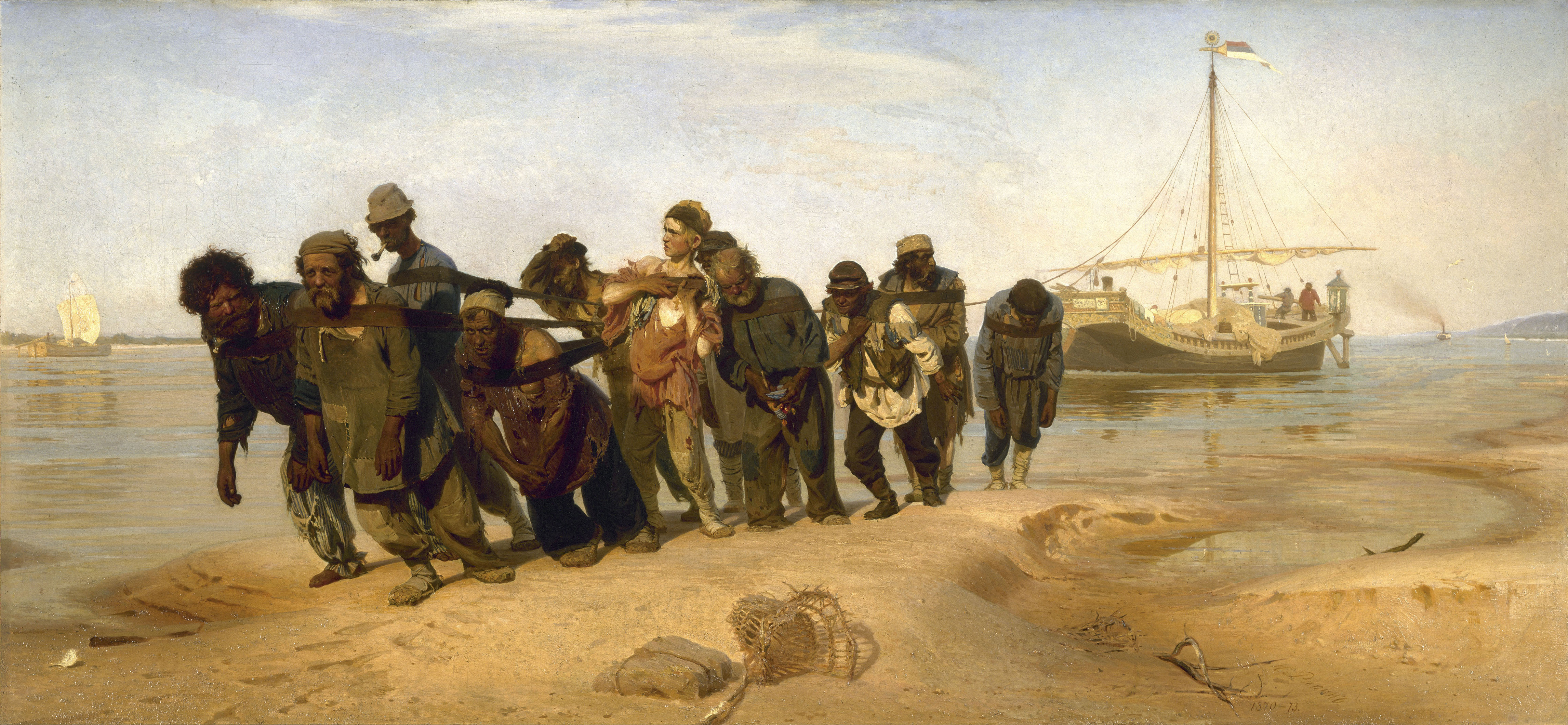
La pintura Los sirgadores del Volga de Iliá Repin.

El «Canto de los sirgadores del Volga» (en ruso: Эй, ухнем!, ¡Ey, ukhnem!; en castellano: «Ey, ¡tirad!») es una canción popular rusa muy conocida, recogida por Mili Balákirev, y publicada en su cancionero tradicional de 1866. Es una saloma genuina cantada por tiradores de barcazas en el río Volga en el siglo XIX. Balákirev publicó sólo uno de sus versos (el primero), mientras que los otros dos se agregaron después. El famoso cuadro de Repin, Los sirgadores del Volga, que muestra el sufrimiento y padecimientos de estos trabajadores en el Imperio ruso, se inspiró en esta canción.
La canción se popularizó gracias a Fiódor Chaliapin, y es una pieza favorita de muchos cantantes bajos.
El compositor español Manuel de Falla escribió una adaptación de la canción, publicada como Canto de los remeros del Volga (del cancionero musical ruso) en 1922. Lo hizo a instancias del diplomático Ricardo Baeza, quien estaba trabajando con la Sociedad de Naciones para proporcionar ayuda financiera para los más de dos millones de refugiados de Rusia que habían sido desplazados y encarcelados durante la Primera Guerra Mundial. Todas las regalías procedentes de la publicación de la canción se donaron a este esfuerzo.

## La canción en la cultura popular
- La canción fue notablemente la base para la primera pista "Daily Double" en el primer episodio de la versión sindicatizada del programa de juegos Jeopardy!.
- La canción es la música diplomática rusa en Civilization y el tema de Pedro el Grande y Stalin en Civilization IV.
- Un extracto de la canción se puede escuchar alrededor del minuto 2:57 en el éxito de Billy Squier de 1981 The Stroke.
- Las clásicas cuatro notas del canto, que abarca la canción, también aparece en el popular juego de computadora, "Snood". Las notas suenan cuando se pierde en el juego.
- El coro de la canción es utilizado por la banda italiana Dark Lunacy en su canción AURORA del disco THE DIARIST, haciendo también referencia a los barqueros.
- Una de las canciones de Gramatik (Denis Jasarevic), 'The Swing of Justice' (2014), realiza un sampling de la canción de Glen Miller.[3]
- El legendario luchador ruso de artes marciales mixtas, Fedor Emelyanenko, ha utilizado la canción como uno de sus temas de entrada.

## Letra enruso, transliteración yespañol
| Эй, ухнем! Эй, ухнем! Ещё разик, ещё да раз! Эй, ухнем! Эй, ухнем! Ещё разик, ещё да раз! Разовьём мы берёзу, Разовьём мы кудряву! Aй-да, да ай-да, Разовьём мы кудряву. Разовьём мы кудряву. Эй, ухнем! Ещё разик, ещё да раз! Мы по бережку идём, Песню солнышку поём. Ай-да, да ай-да, Песню солнышку поём. Эй, ухнем! Эй, ухнем! Ещё разик, ещё да раз! Эй, ухнем! Эй, ухнем! Ещё разик, ещё да раз! Эх ты, Волга, мать-река, Широка и глубока, Ай-да, да ай-да, Широка и глубока Эй, ухнем! Волга, Волга, мать-река, Эй, ухнем! Эй, ухнем! Ещё разик, ещё да раз! Эй, тяни канат, тяни канат Эй, ухнем! Ещё разик, ещё да раз! Эй, ухнем! | Ey, ukhnem! Yeshcho razik, yeshcho da raz! Ey, ukhnem! Yeshcho razik, yeshcho da raz! Razovyom my beryozu, Razovyom my kudryavu! Ai-da, da ai-da, Razovyom my kudryavu. Ey, ukhnem! Yeshcho razik, yeshcho da raz! My po berezhku idyom, Pesnyu solnyshku poyom. Ai-da, da ai-da, Pesnyu solnyshku poyom. Ey, ukhnem! Yeshcho razik, yeshcho da raz! Ey, ukhnem! Yeshcho razik, yeshcho da raz! Ekh, ty, Volga, mat'-reka, Shiroka i gluboka, Ai-da, da ai-da, Shiroka i gluboka. Ey, ukhnem! Volga, Volga, mat'-reka Ey, ukhnem! Yeshcho razik, yeshcho da raz! Ey, tyani kanat, tyani kanat Ey, ukhnem! Yeshcho razik, yeshcho da raz! Ey, ukhnem! | Hey, ¡tirad! Hey, ¡tirad! ¡Una vez más, y una vez más! Hey, ¡tirad! ¡Una vez más, y una vez más! Arrastramos las barcazas, Tiramos con fuerza, Ai-sí, sí, ai-sí, Ai-sí, si, ai-sí Tiramos con fuerza. Hey, ¡tirad! ¡Una vez más, y una vez más! Caminamos junto a las barcazas, cantamos al sol nuestra canción. Ai-sí, sí, ai-sí, Ai-sí, sí, ai-sí cantamos al sol nuestra canción. Hey, ¡tirad! ¡Una vez más, y otra vez! Hey, ¡tirad! ¡Una vez más, y otra vez! Tú, Volga, nuestro río y madre Inmenso y profundo Ai-si, si, ai-si, Ai-si, si, ai-si Inmenso y profundo Hey, ¡tirad! Volga, Volga, nuestro río y madre Hey, ¡tirad! ¡Una vez más, y otra vez! |